# Spiro Koleka

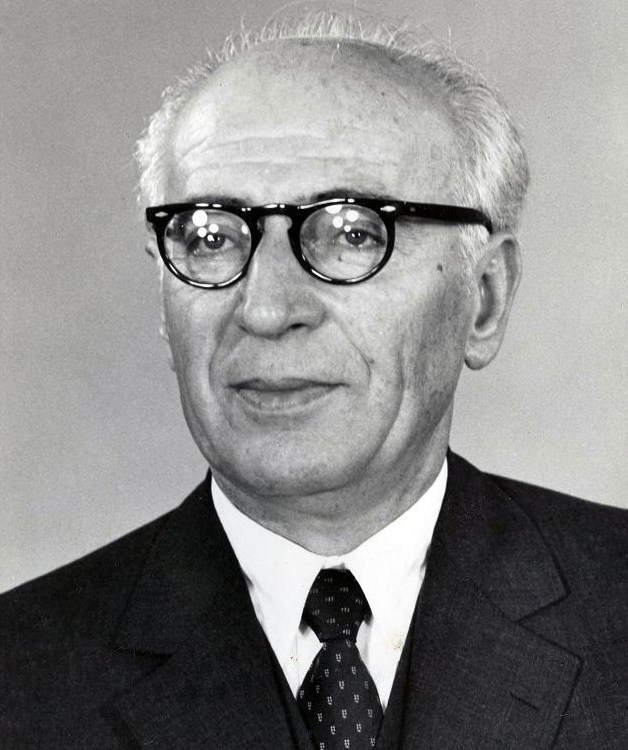
Spiro Koleka

Spiro Koleka (* 7. Juli 1908 in Vuno, Albanien; † August 2001) war ein albanischer Politiker der Partei der Arbeit Albaniens.

## Leben
Koleka war Sohn des gleichnamigen Abgeordneten und Ministers für öffentliche Arbeiten Spiro Koleka und studierte nach dem Schulbesuch in Cosenza von 1930 bis 1934 Bauingenieurwesen an der Universität Pisa. Danach war er als Bauingenieur bei einer Firma in Italien tätig. Nach der Teilnahme an einem Aufstand gegen die Herrschaft von König Zogu I. in Fier wurde er verhaftet und zu einer Freiheitsstrafe verurteilt. Später arbeitete er im Ministerium für öffentliche Arbeiten.

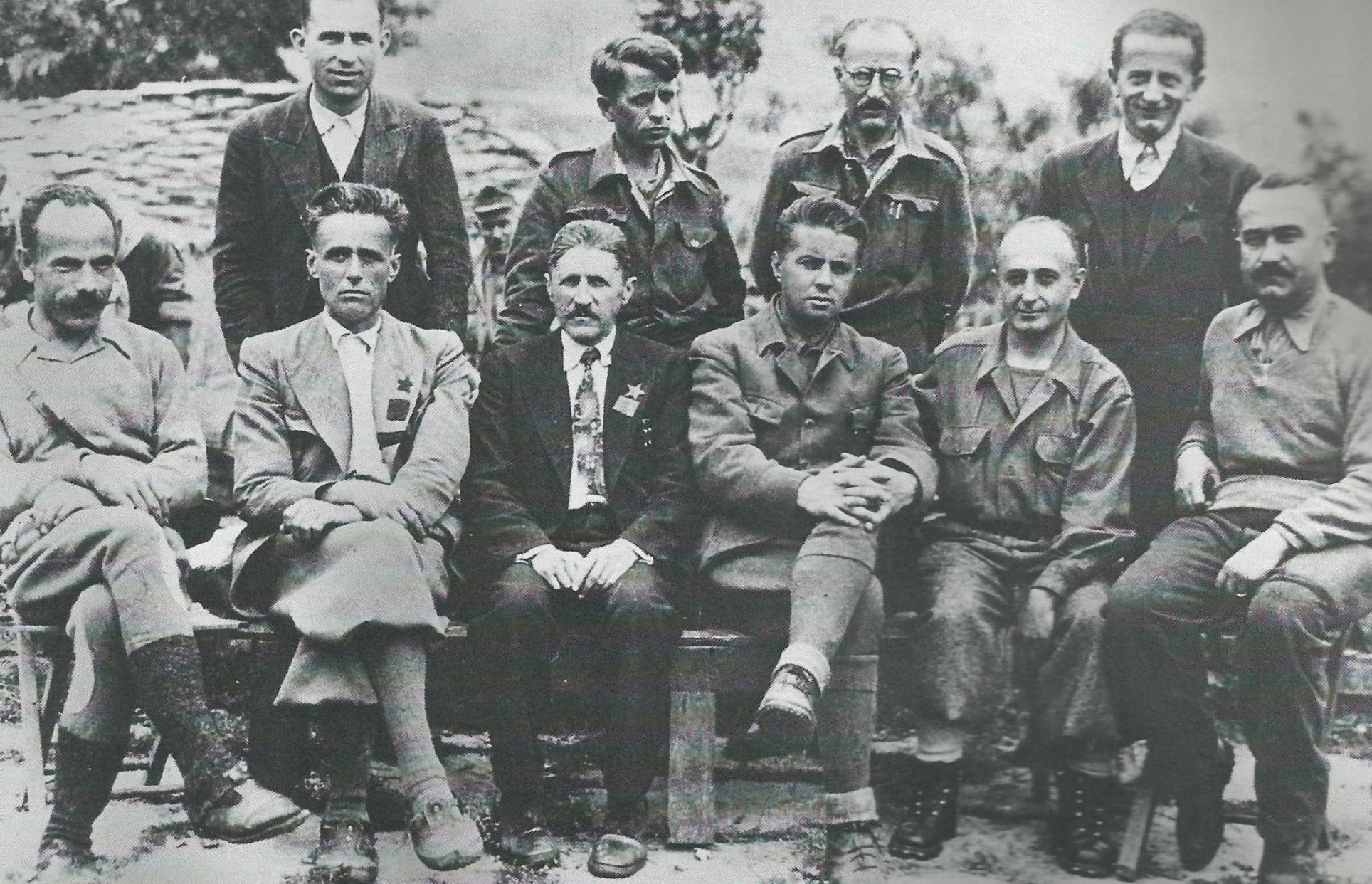
Koleka stehend zweiter von rechts mit anderen Mitgliedern der provisorischen Demokratischen Regierung (1944)

Während des Zweiten Weltkrieges trat er der kommunistischen Widerstandsbewegung bei und wurde 1943 Mitglied der Partia e Punës së Shqipërisë. Im antifaschistischen Unabhängigkeitskrieg war er Mitglied des Generalstabes des Heeres. Am 15. März 1945 wurde er wie sein Vater Minister für öffentliche Arbeiten.
Nach der Gründung der Volksrepublik Albanien am 11. Januar 1946 wurde er Mitglied der Volksversammlung (Kuvendi Popullor). Auf dem 1. Parteitag der PPSh im November 1948 wurde er zum Mitglied des Politbüros des Zentralkomitees (ZK) der PPSh gewählt und gehörte diesem bis zum 7. November 1981 an. Daneben war er von 1948 bis Juni 1991 Mitglied des ZK der PPSh.
Im November 1949 wurde er von Enver Hoxha zum Vize-Ministerpräsidenten ernannt und bekleidete dieses Amt bis September 1953. In dieser Funktion stellte er 1952 auch den ersten Fünfjahresplan vor. Im März 1953 gehörte er neben Politbüromitglied Liri Belishova, General Beqir Balluku, dem langjährigen Finanzminister Abdyl Këllezi und dem Erziehungs- und Kulturminister Ramiz Alia zu der Delegation beim Staatsbegräbnis von Josef Stalin.
Zugleich war er von November 1949 bis Juli 1950 auch Vorsitzender der Staatlichen Planungskommission. Nach einer Regierungsumbildung war er zwischen September 1953 und Juli 1954 dann Minister für Industrie und Bauwesen in der Regierung Hoxha.
Nachdem Mehmet Shehu Ministerpräsident geworden war, wurde Koleka im Juli 1954 wieder Vorsitzender der Staatlichen Planungskommission und nahm diese Funktion bis Juni 1958 war. Zugleich war er wiederum von Juni 1956 bis März 1966 Vize-Ministerpräsident und stattete in dieser Funktion der Volksrepublik China im Mai 1965 einen Besuch ab. Dabei wurde er von Ministerpräsident Zhou Enlai darüber in Kenntnis gesetzt, dass China seine Bevölkerung wegen des Vietnamkrieges für den Krieg mobilisiert. Daneben vertrat er Albanien bei den Sitzung des Rates für gegenseitige Wirtschaftshilfe (RGW).
Nach einer erneuten Wahrnehmung des Amtes des Vorsitzenden der Staatlichen Planungskommission von März 1966 bis Januar 1968 war er zwischen Januar 1968 bis November 1976 abermals Vize-Ministerpräsident in der Regierung Shehu.
Am 22. Juni 2006 wurde ihm postum von Staatspräsident Alfred Moisiu die Dankbarkeitsmedaille (Medaljen e Mirënjohjes) verliehen.
Sein Neffe Edi Rama, Sohn des bekannten Bildhauers Kristaq Rama, war Minister für Kultur, Jugend und Sport sowie Bürgermeister von Tirana und ist seit September 2013 Ministerpräsident Albaniens.